# 50 Degrés Fahrenheit
Pour plus de détails, voir Fiche technique et Distribution.
50 Degrés Fahrenheit (Chill Factor) ou Facteur éolien au Québec est un film américain réalisé par Hugh Johnson, sorti en 1999.

## Synopsis
Mise au point dans le plus grand secret par l'armée américaine, une arme bactériologique instable décime une unité d'élite sur une île isolée et condamne le capitaine responsable de la mission à dix ans de réclusion pour négligence. À la fin de sa peine, l'homme, qui a perdu foi en tout idéal patriotique, se met en tête d'acquérir l'arme et de la vendre au plus offrant. C'était sans compter l'intervention d'un barman et d'un chauffeur de glace.

## Fiche technique
- Titre français : 50 Degrés Fahrenheit
- Titre original : Chill Factor
- Réalisation : Hugh Johnson
- Scénario : Drew Gitlin et Mike Cheda
- Musique : Hans Zimmer et John Powell
- Photographie : David Gribble
- Montage : Pamela Power
- Production : James G. Robinson
- Société de production : Morgan Creek Productions
- Société de distribution : Warner Bros.
- Pays :  États-Unis
- Langue : Anglais
- Format : Couleur - DTS - Dolby Digital - SDDS - 35 mm - 2.35:1
- Genre : Action
- Durée : 102 min
- Dates de sortie[1] :
  - États-Unis : 1er septembre 1999
  - Allemagne : 16 mars 2000
  - France : 6 décembre 2000
  - Pays-Bas : 11 janvier 2001

## Distribution
- Skeet Ulrich (VF : Emmanuel Curtil ; VQ : François Godin) : Tim Mason
- Cuba Gooding Jr. (VF : David Krüger ; VQ : Pierre Auger) : Arlo
- Peter Firth (VF : Philippe Catoire ; VQ : Éric Gaudry) : Le colonel Andrew Brynner
- David Paymer (VF : Marc Alfos ; VQ : Luis de Cespedes) : Dr Richard Long
- Daniel Hugh Kelly : Le colonel Leo Vitelli
- Jim Grimshaw (VF : Jacques Brunet) : Le shérif Pappas
- Hudson Leick (VF : Virginie Ledieu) : Vaughn
- Tommy Smeltzer : Le shérif adjoint Art Lewis
- Kevin J. O'Connor : Telstar
- Judson Mills : Dennis
- Jordan Mott : Carl

## Production
- C'est l'unique film réalisé par Hugh Johnson.

## Réception
Le film est un échec au box-office, son budget étant de 34 000 000 $, alors qu'il n'a rapporté que 11 788 676 $.